# Richard Blick
Richard Adolph Blick (Los Angeles, 29 luglio 1940) è un ex nuotatore statunitense.

## Carriera
Assieme ai compagni George Harrison, Michael Troy e Jeff Farrell ha vinto la staffetta 4x200m stile libero ai giochi di Roma 1960.

## Palmarès
- Giochi olimpici estivi

Roma 1960: oro nella staffetta 4x200m stile libero.
- Giochi panamericani

Chicago 1959: oro nella 4x200m stile libero.